# Strip
Strip je kronološki slijed slika međusobno povezanih radnjom. Strip dolazi od američkog naziva Comic Strip što doslovno znači komična traka. Njegovo postojanje povezano je s pojavom masovnih medija. Iako se pojavljuje kao dodatna zabava za čitatelje novina, ubrzo postaje neovisnim medijem ili, kako se zna kazati, deveta umjetnost.
Dok je naracija kao takva do kraja 19. stoljeća bila vezana ili uz pisani izričaj (primjerice, dramu, priču, novelu, roman) ili uz živu izvedbu (kazalište), pojavom novina i pokretnih slika dobivamo dva potpuno nova medija: strip i film. Dok se obično na strip gleda kao na zabavu za djecu, dok filmove gledaju odrasli, i u stripu i u filmu zapravo se radi o istoj stvari, naracija, priča, treba biti ispričana čitatelju (gledatelju) slikama, statičnim ili pomičnim. Sama forma stripa zahtijeva sažeto izražavanje, jer u nekoliko kadrova i s malo teksta treba ispričati cijelu priču, no to upravo potencira majstorstvo scenarista i crtača stripova jer na raspolaganju nemaju dodatni vid izražavanja koji film ima: zvuk.

## Povijest stripa
Danas smatramo da su svaka narativna likovna djela koja su se sastojala od slika u nizu zapravo preteče stripa (poput egipatske Knjige mrtvih ili rimskog Trajanovog stupa, ili grafičkih satira Williama Hogartha). No, u 19. stoljeću, u radovima europskih i američlkih ilustratora, počeo se oblikovati strip kakvoga poznajemo danas. Kao oblik masovnog medija, strip je nastao početkom 20. stoljeća u SAD-u s pojavom stripova u dnevnim novinama gdje je standardizirano nekoliko odlika (sličice u nizu, tj. engleski: "strip", te tekst u balonima i dr.). Ovakva kombinacija riječi i slike se ubrzo proširila svijetom i uskoro su izdavane jeftine knjige novinskih stripova, a kasnije i originalni strip albumi. Danas se stripovi nalaze ne samo u novinama, nego i kao strip albumi (knjige), grafički romani i web stripovi (npr. Hetalia: Axis Powers).

### U Hrvatskoj
Vjerenica mača prvi put objavljena 12. ožujka 1935. godine u zagrebačkom dnevniku Novosti je prvi hrvatski (novinski) strip. Čitateljima je tada predstavljen kao roman u slikama. Scenarist je novinar Krešimir Kovačić, a crtač Andrija Maurović. Strip je adaptacija povijesno-pustolovnog romana Gospođica Lamberge. Strip se objavljivao dva i pol mjeseca u dnevnim nastavcima te je bio prvi strip kojeg su čitatelji na našem prostoru mogli čitati u dnevnim nastavcima.

## Važniji autori
Značajniji strani strip-autori: Hugo Pratt, Hermann, Milton Caniff, Moebius, Hergé, Raymond, Battaglia, Guido Nollita, Osamu Tezuka, Frank Miller, 
Carl Barks, François Bourgeon, Wilhelm Busch, Walt Disney, Will Eisner, Gébé, René Goscinny, Gary Larson, Loriot, Henrik Madsen, Mandryka, Morris, Quino, Don Rosa, Charles M. Schulz, Albert Uderzo, Jean Van Hamme, Gabriel Vargas, Bill Watterson, Georges Wolinski, Ismet Erdić.
Poznatiji domaći strip-autori: Edvin Biuković, Andrija Maurović, Dubravko Mataković, Ivica Bednjanec, Darko Macan, Julio Radilović, Walter Neugebauer, Radovan Devlić, Krešimir Zimonić, Igor Kordej, Mirko Ilić, Danijel Žeželj.

## Tri svjetska žarišta
Današnji svijet ima tri žarišta stripa: Francusku/Belgiju, Japan i Sjedinjene Države. Ta tri žarišta imaju posve različite tradicije stripa. 
Francuska/Belgija oduvijek njeguje umjetničku stranu stripa, a nakon 1960-ih godina i uspona stripa za odrasle, bande dessinée (kako oni nazivaju strip) postala je prava umjetnost. Francuski je strip obično u formatu albuma s četrdesetak velikih stranica, te ima tvrde korice i kvalitetan papir. Autori stripa imaju mnogo viši status nego u Americi i Japanu, dapače, smatraju se umjetnicima. Najslavniji autor je belgijanac Hergé (Tintin).
Japan je najmlađe ali i najveće od tri žarišta. Japanski stripovi, manga, čine 40% ukupnog tiskanog materijala u Japanu. Svaki mjesec izlazi oko 350 stripovskih magazina i 500 stripova. Izdaju se u svescima od dvjestotinjak stranica (tankoubon), a nije neobično da serija dosegne i 10,000 stranica. Zato se u japanskim stripovima najviše pazi na radnju, dok je crtež sporedan. Poseban fenomen je doujinshi, ogromno tržište amaterskih stripova. Najslavniji autor je Osamu Tezuka (Astro Boy, Blackjack).
Sjedinjene Države su stvorile masovnu potrošnju stripova kroz ideju superjunaka, koja i danas čini osnovu američke industrije stripa. Postoji oštra razlika između comics, koji se prodaju u tankim izdanjima od dvadesetak stranica i smatraju se razbibrigom, i graphic novels, koji imaju format albuma, obično s tankim koricama, i pretendiraju na status umjetnosti. Najslavniji autor je Frank Miller (Batman: The Dark Knight Returns).

## Talijanski strip
- Alan Ford
- Corto Maltese
- Diabolik
- Dylan Dog
- Johnny Logan
- Kapetan Miki
- Ken Parker
- Kit Teller
- Komandant Mark
- Lazarus Ledd
- Martin Mystère
- Maxmagnus
- Mister No
- Nathan Never
- Nick Raider
- Tex Willer
- Veliki Blek
- Zagor

## Žanrovi
- Znanstvena fantastika
- Fantastika
- Superjunaci
- Western
- Pustolovni
- Horror
- Erotski
- komični

## Poznatiji izdavači
- Marvel Comics
- DC Comics
- Sergio Bonelli Editore

## Vanjske poveznice
- Sto mu gromova - portal o stripovima  Arhivirana inačica izvorne stranice od 20. prosinca 2008. (Wayback Machine)
- www.stripovi.com
- Stripovi online
- www.stripovi.org  Arhivirana inačica izvorne stranice od 2. srpnja 2019. (Wayback Machine)
- Strip Enciklopedija   Arhivirana inačica izvorne stranice od 13. rujna 2017. (Wayback Machine)
- Stripovi na kvadrat